# Distrito de Shipasbamba
El distrito de Shipasbamba es uno de los doce distritos de la Provincia de Bongará, ubicado en el Departamento de Amazonas,  en el norte del Perú. Limita por el norte con el distrito de Florida; por el este con el distrito de Cuispes; por el sur con el distrito de Jazán y la provincia de Luya y; por el oeste con la provincia de Utcubamba.
Jerárquicamente, dentro de la Iglesia Católica, pertenece a la Diócesis de Chachapoyas

## Historia
El distrito fue creado el 5 de febrero de 1861 mediante ley sin número, en el gobierno del Presidente Ramón Castilla. Fue anexado de la Provincia de Chachapoyas a la de Bongará.

## Geografía
Abarca una extensión de 127,29 km² y tiene una población estimada mayor a 1000 habitantes. Su capital es la villa de Shipasbamba.

## Autoridades

### Municipales
- 2023 - 2026
  - Alcalde: ANTENOR MORI GUIVIN, de Unidos al Campo.
  - Regidores:

  1. LISBETH VILLAVICENCIO TUESTA (Unidos al Campo)
  2. ADBIAS LOPEZHAYA ROJAS (Unidos al Campo)
  3. ROSA TOMANGUILLA HUABLOCHO (Unidos al Campo)
  4. GEYNER BURGOS YATAS (Unidos al Campo)
  5. SEGUNDO CACHAY MENDOZA (Victoria Amazonense)

### Religiosas
- Obispo de Chachapoyas: Monseñor Emiliano Antonio Cisneros Martínez, OAR.[3]

## Festividades
- Junio: San Juan.
- Septiembre del 5 al 10 fiestas Patronales en honor a la Santísima Virgen de Natividad, el Patrón Santo Tomás y el patrón San Juan.